# مجموعة فائقة
المجموعة الفائقة عبارة عن تعميم لمفهوم المجموعة ضمن جبر هوبف.